# De Italiaanse Droom (Nederland)
De Italiaanse Droom is een serie van de KRO die gepresenteerd wordt door Mirella van Markus.
Vier stellen strijden voor een eigen Bed and Breakfast in het Italiaanse Piticchio. Er worden plannen gemaakt voor de verbouwing en in de aankomende uitzendingen zullen er koppels afvallen. Ze krijgen iedere week een gemiddeld cijfer, gegeven door de vakjury.
De vakjury bestaat uit:
- Ione Seta: de kokkin
- Sergio Marinelli: de aannemer
- Silvia Marchegiani: de taallerares

Ook houdt de geheime dorpsraad (consiglio) de deelnemers goed in de gaten. De eerste afleveringen wisten de deelnemers niet van het bestaan van het consiglio. Een week voor de eerste afvalronde werd het bestaan bekendgemaakt. Echter is het de deelnemers niét duidelijk wie precies in het consiglio zetelen. Hun stem telt even zwaar als dat van de vakjury. Uiteindelijk bepaalt het consiglio wie de Bed and Breakfast wint.

## Kandidaten
- Thomas & Sandy (Winnaars)
- Tonny & Piet (Tweede)
- Karim & Carlijn (Derde, afgevallen op 25 mei 2008)
- Jon & Jeroen (Vierde, afgevallen op 14 april 2008)

## Na de serie
Na de serie hebben de winnaars Thomas en Sandy een half jaar de bed and breakfast gerund. Na deze periode hebben ze gezamenlijk besloten, om bedrijfseconomische redenen, om de bed en breakfast niet door te zetten.

## Trivia
- Een Vlaamse versie, eveneens genaamd De Italiaanse Droom, werd uitgezonden door de Vlaamse televisiezender VTM.
- Vanaf 26 augustus 2009 zendt Net5 een vervolg uit onder de naam De Spaanse Droom.